# East of Scotland Shield
L'East of Scotland Shield est une compétition de football écossaise organisée par l'East of Scotland Football Association. Créée en 1875, il s'agit de la 3e plus ancienne compétition de football encore existante (après la FA Cup et la Coupe d'Écosse). Dénommée d'abord Edinburgh F.A. Cup, elle a pris son nom actuel en 1881.

## Description
La compétition se déroulait sous le format d'une coupe à élimination directe jusqu'à l'année 1990, à laquelle participaient les clubs basés à Édimbourg et dans ses environs, notamment : Alloa Athletic, Armadale, Bathgate, Berwick Rangers, Bo'ness, Bonnyrigg Rose, Cowdenbeath, Edinburgh University, Heart of Midlothian, Hibernian, Leith Athletic, Lochgelly United, Meadowbank Thistle et St Bernard's. Les deux clubs d'Heart of Midlothian et d'Hibernian ont monopolisé les places en finale et les succès dans cette compétition. Leurs succès dans les premières éditions ont permis à ces deux clubs de s'installer dans un rôle prédominant dans le football à Édimbourg et d'ainsi pouvoir accéder assez rapidement à la Scottish Football League.
Le déclin du nombre de spectateurs a fait péricliter cette compétition, jusqu'à sa transformation en 1990 en compétition pour équipes de jeunes. Toutefois, à partir de 2004, le format a changé pour devenir un unique match entre les deux équipes d'Heart of Midlothian et d'Hibernian, très souvent entre les équipes réserves et dans le but de faire une collecte de fonds pour l'East of Scotland Football Association.
Heart of Midlothian et Hibernian se sont rencontrés à plusieurs occasions lors de matches qui comptaient à la fois pour l'East of Scotland Shield et pour la Wilson Cup, comme en 1919, 1920 et 1921.

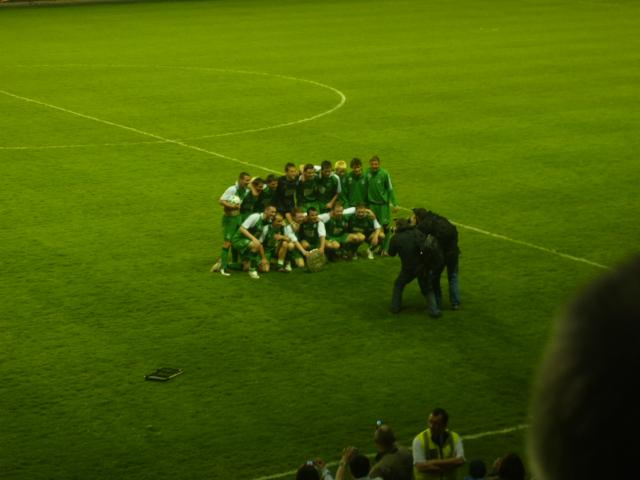
Hibs posant avec le trophée après leur victoire le 7 mai 2008.